# Russia ai XX Giochi olimpici invernali

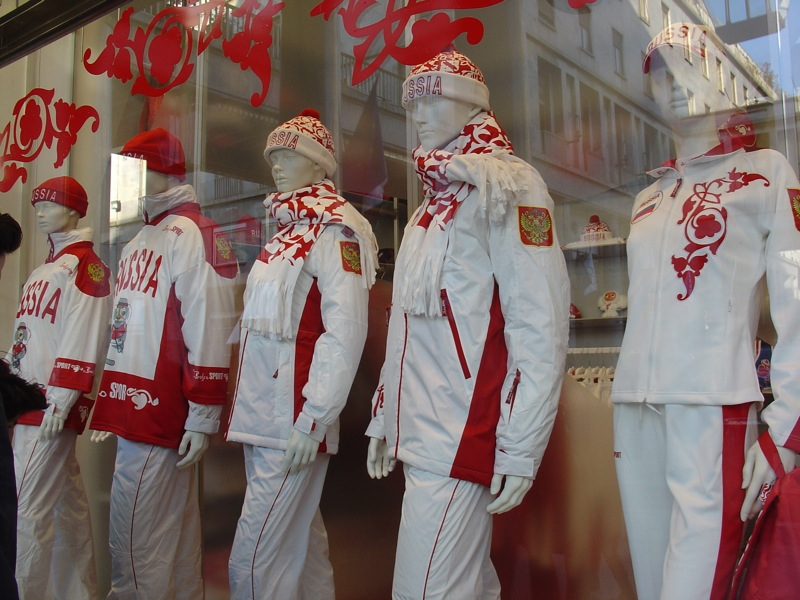
Divise del team russo a Torino 2006

La Russia partecipò ai XX Giochi olimpici invernali, svoltisi a Torino, Italia, dall'11 al 19 febbraio 2006, con una delegazione di 174 atleti impegnati in quindici discipline.